# Pterolophia simillima
Pterolophia simillima là một loài bọ cánh cứng trong họ Cerambycidae.